# Prevalje
Prevalje (em alemão:  Prävali) é um município da Eslovênia. A sede do município fica na localidade de mesmo nome.